# Léonce Quentin
Léonce Quentin, född 16 februari 1880, död 1 december 1957, var en fransk bågskytt. Han deltog vid olympiska sommarspelen 1920.